# Algemene verkiezingen in Liberia (1883)

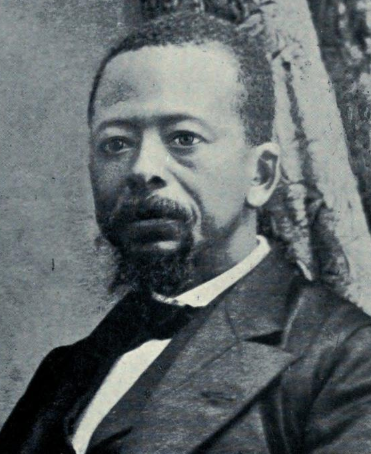
President Hilary R.W. Johnson.

De algemene verkiezingen in Liberia van mei 1883 werden gewonnen door Hilary R.W. Johnson. Hij was de enige kandidaat en werd gesteund door de True Whig Party en de Republican Party. Na zijn verkiezing tot president sloot hij zich aan de True Whig Party.
| Uitgebrachte stemmen |
| 2.167                |
| Bron: Abbasiattai    |

## Bron
- (en)  African Elections Database: 1883 Liberia Presidential Election